# ناثانيل بي. إلدريدج
ناثانيل بي. إلدريدج هو قاضي ومحامي وسياسي أمريكي، ولد في 28 مارس 1813 في أوبورن في الولايات المتحدة، وتوفي في 27 نوفمبر 1893 في أدريان في الولايات المتحدة. نشط حزبياً في الحزب الديمقراطي. وقد انتخب عضو مجلس نواب ميشيغان ‏ وانتخب عضو مجلس النواب الأمريكي ‏.